# Wonneberg
Wonneberg è un comune tedesco di 1 450 abitanti, situato nel land della Baviera.